# Курбанов, Рашид Магомедович
Рашид Магомедович Курбанов (16 февраля 1987, Махачкала, Дагестанская АССР, РСФСР, СССР) — российский и узбекский борец вольного стиля, чемпион Азии, призёр чемпионата мира.

## Биография
Родился в 1987 году в Махачкале. В январе 2010 года на Гран-при Иван Ярыгин представлял Россию. После чего сменил гражданство на Узбекистан и уже в ноябре того же года принимал участие в азиатских играх. В 2011 году выиграл чемпионат Азии. В 2013 году завоевал золотую медаль чемпионата Азии и бронзовую медаль чемпионата мира.
В 2013 году стал директором махачкалинской детско-юношеской школы олимпийского резерва им. Бузая Ибрагимова.